# Real Football
Реальный Футбол (англ. Real Football) — серия спортивных игр для мобильных устройств (Java, Android, iOS, Bada Архивная копия от 14 июля 2014 на Wayback Machine, Windows Phone). Разрабатывается компанией Gameloft. Разработка игры началась в середине 2000-х годов с Real Football 2004. По состоянию на 2015 год, новые серии выходят ежегодно. В игре есть как национальные команды так и клубы. Основным преимуществом серии является поддержка многих девайсов, разнообразные режимы игры. Основным недостатком серии (с 2013 года) являются нереальные имена из-за высоких затрат на лицензирование. С 2015 года Gameoft прекращает выпуск игр на платформе JAVA.

## Серия игры Real Football
- Real Football 2004
- Real Football 2006 (Доступна 3D версия)
- Real Football 2007 (Доступна 3D версия)
- Real Football 2008 (Доступна 3D версия)
- Real Football 2009
- Real Football 2010 (Единственная игра серии с возможностью игры по Bluetooth)[5]
- Real Football 2011
- Real Football 2012
- Real Football 2013
- Real Football 2014
- Real Football 2015
- Real Football 2016
- Real Football 2017
- Real Football 2018
- Real Football 2019

## Геймплей
Геймплей у этих игр вполне стандартный. Есть несколько режимов игры (произвольный матч, кубок, легенда, тренировка). Иногда в игру добавляют специальные режимы такие как Чемпионат Мира по футболу в Бразилии, или Евро 2012.
В режиме произвольный матч — игрок выбирает абсолютно любые команды, выставляет настройки и играет матч. Можно выбрать абсолютно любые команды и создать матч даже между Сборной Англии и Барселоной.